# 2C-T-21.5
2C-T-21.5（化学名：4-(2,2-二氟乙硫基)-2,5-二甲氧基苯乙胺）是一种含氮有机氟化合物，化学式为C12H17F2NO2S，属于含硫2,5-二甲氧基苯乙胺衍生物（2C类化合物），结构上与2C-T-21和2C-T-28类似，在亚历山大·舒尔金的书《PiHKAL》中首次提及。